# Werner Maser
Werner Viktor Maser (* 12. Juli 1922 in Paradeningken/Ostpreußen; † 5. April 2007 in Speyer) war ein deutscher geschichtsrevisionistischer Historiker, Publizist und Hochschullehrer.

## Leben

### Familie und Ausbildung
Werner Maser wurde als Sohn des Landwirts und Pferdezüchters Gustav Maser und dessen Frau Auguste, geb. Siebert, in Paradeningken (Landkreis Insterburg) in Ostpreußen geboren. Nach dem Abitur an der Hindenburg-Oberrealschule Königsberg im März 1941 diente er als Infanterie-Offizier im Zweiten Weltkrieg und war nach dem Krieg im sowjetischen Speziallager Sachsenhausen interniert. Er studierte in Berlin, München und an der Friedrich-Alexander-Universität Erlangen-Nürnberg Theologie, Philosophie, Politikwissenschaft, Pädagogik und Germanistik. Im Jahr 1951 legte er in Berlin das Staatsexamen ab. Ab 1950 arbeitete Maser als wissenschaftlicher Assistent bei Ernst Niekisch an der Humboldt-Universität in Ost-Berlin. Dort wurde er im Dezember 1954 mit der Arbeit Die Organisierung der Führer-Legende bei Anton Ernstberger zum Dr. phil. promoviert.
Maser lebte zuletzt mit seiner zweiten Frau in Speyer, wo er am 5. April 2007 starb. Das Paar hatte drei Kinder.

### Berufliche Tätigkeiten
Von 1955 bis 1957 war Maser als Lexikon-Redakteur in Frankfurt am Main tätig, von 1957 bis 1960 als Zeitschriften-Schriftleiter in Bochum, Leverkusen und Mannheim. Später wurde er Lehrbeauftragter an der Hochschule für Politik München, an der er bis 1975 Geschichte und Völkerrecht lehrte. Außerdem hatte er Gastprofessuren in den Vereinigten Staaten, Japan und Finnland inne. Von 1991 bis zu seiner Emeritierung 1993 übernahm er die Vertretung des Lehrstuhls für Neuere Geschichte an der Martin-Luther-Universität Halle-Wittenberg.

### Historiker zur NS-Zeit
Maser widmete seine Arbeit als Historiker vor allem der Zeit des Nationalsozialismus und Adolf Hitler. Dazu schrieb er:

„Als Hitler mir, dem knapp vierzehnjährigen Schüler, am 18. März 1936, staatsmännisch jovial riet, es mir doch noch zu überlegen, ob ich denn tatsächlich einmal über Geschichte – und vor allem über ihn – schreiben wolle, was ich ihm ehrfurchtsvoll stammelnd erklärt hatte, war das noch nicht so zwingend sicher.“

#### Dokumentenfunde
Maser erhielt 1951 Zugang zum Hauptarchiv der NSDAP und konnte dieses als erster westdeutscher Historiker auswerten. Er fand und erhielt weitere Dokumente zu Hitler, darunter die bis dahin als verloren geltenden Krankenberichte seiner Ärzte. Diese Funde nutzte er für seine Dissertation (1954), für seine Frühgeschichte der NSDAP (1965) und seine kommentierte Ausgabe von Auszügen aus Hitlers Mein Kampf (1966). Einige Verwandte Hitlers setzten Maser zum „Nachlassverwalter“ für dessen Erbe ein.
Im Jahr 1981 erklärte er der Zeitschrift Der Stern auf Anfrage, es gebe keine Anhaltspunkte dafür, dass Hitler je Tagebuch geführt habe. Er übertrug dem Stern-Reporter Gerd Heidemann für 20.000 DM vertraglich alle Rechte an der Veröffentlichung von Dokumenten Hitlers, die Heidemann besaß. Konrad Kujau übernahm Masers Thesen, Jean Loret sei ein unehelicher Sohn Hitlers und habe eine Oper komponiert, 1981 in die von ihm gefälschten Hitler-Tagebücher. Nachdem der Stern die Tagebücher 1983 veröffentlicht hatte, erklärte Maser, man habe ihm diese schon 1976 angeboten, doch er habe sie sofort als Fälschung aus der DDR erkannt und zurückgewiesen.

#### Werke zu Adolf Hitler
Masers Buch Adolf Hitler: Legende – Mythos – Wirklichkeit (1971) erreichte bis 2001 18 Auflagen, wurde in 22 Sprachen übersetzt und gilt daher als sein erfolgreichstes Werk. Darin wandte sich Maser gegen „Legendenbildungen“ über Hitler und dessen Darstellung als Psychopath (siehe Psychopathographie Adolf Hitlers). Er behauptete, der französische Eisenbahnarbeiter Jean Loret sei ein leiblicher Sohn Hitlers, den dieser während seiner Meldegängerzeit im Ersten Weltkrieg gezeugt habe. Dies wurde zunächst als Sensation breit diskutiert, dann jedoch von den meisten Fachhistorikern zurückgewiesen.
Manche Historiker kritisierten Masers Vorgehen, sich auf kleinere „Legenden“ zu konzentrieren, als absichtliche oder unabsichtliche Wiederbelebung des Führermythos. Der Kulturwissenschaftler Matthias N. Lorenz bezeichnete das Buch als „reichlich wirre“ Biografie eines „Amateurhistorikers“. Den Holocaust und andere NS-Verbrechen erwähnte Maser kaum. Emil Fackenheim warf ihm vor, sich mit Randdetails des Nationalsozialismus und des Holocausts zu beschäftigen, um den „Horror des Ganzen“ zu mildern oder gar zu vermeiden.
Mit seinem Buch Hitler. Das Ende der Führer-Legende von 1980 beanspruchte Maser, einen Mangel der bisherigen Hitlerforschung zu beheben: Sie habe sich zu wenig um die „Untersuchung und Analyse seiner Mentalität, Entschlüsse und Entscheidungen zu treffen und Führungs- und Regierungsmaßnahmen zu veranlassen“ gekümmert. Dazu vertrat Maser eine auch gegenüber seiner Hitlerbiografie neue These: Hitlers Politik sei von seiner gravierenden „Festlegungs- und Entscheidungsscheu“ bestimmt worden. Das erfordere ein völlig neues Hitlerbild der Forschung.
Masers Spätwerk Fälschung, Dichtung und Wahrheit über Hitler und Stalin (2004) stieß auf Ablehnung bei Fachhistorikern. Siegfried Schwarz kritisierte es als „Sammelsurium zahlreicher, unzusammenhängender Einzelbetrachtungen zu Details und Episoden in Hitlers Leben …, die fast allesamt nicht den Kern der nazistischen Gewaltpolitik und ihre fatalen Folgen für Deutschland und Europa betreffen“. Er warf ihm eine groteske „Verzerrung der Gewichte von Wesentlichem und Unwesentlichem“, eine „Relativierung nazistischer Untaten“ gegen den Forschungsstand und die „Verschleierung des verbrecherischen Wesens der Hitler-Herrschaft“ vor: So habe Maser sich „weitschweifig“ mit Hitlers Gesundheitsproblemen befasst, aber verschwiegen, dass Hitler den Zweiten Weltkrieg systematisch vorbereitete und auslöste. Stattdessen habe Maser die britischen Luftangriffe auf das Ruhrgebiet (Mai 1940) als Beginn eines geplanten Vernichtungsfeldzugs dargestellt, Hitlers Verantwortung für die Morde beim angeblichen Röhm-Putsch bestritten, die deutschen Konzentrationslager als britische Erfindung relativiert, den deutschen Überfall auf die Sowjetunion als Präventivkrieg dargestellt und detailliert „maßlose Übertreibungen der Feindpropaganda … über Auschwitz und das später errichtete KZ-Lager Birkenau“ erläutert, ohne Hitlers Vernichtungspolitik an den europäischen Juden zu thematisieren.

#### Zum Nürnberger Prozess
In dem Buch Nürnberg. Das Tribunal der Sieger (1977) beschrieb Maser den Nürnberger Prozess gegen die Hauptkriegsverbrecher des NS-Regimes als völkerrechtswidrige „Siegerjustiz“ der Alliierten, verwies auf deren Kriegsverbrechen und stellte sie mit NS-Verbrechen wie dem Holocaust gleich. Die Siegermächte hätten ihre eigenen Verbrechen verschwiegen oder verkleinert, um mehr Reparationen von der Bundesrepublik fordern zu können.
Der Zeitschrift Der Spiegel (1977) zufolge beschrieb Maser den Nürnberger Prozess aus Sicht der Angeklagten. Er habe aber die chaotische Prozessvorbereitung zutreffend beschrieben und mit neuen Dokumentenfunden einen Verfahrenstrick der Westalliierten aufgedeckt: Diese hätten 1944 Militärstrafgesetze zu Befehlsverweigerung in ihren eigenen Armeen gemildert, um die erwartete deutsche Verteidigung mit dem Befehlsnotstand vorab zu entkräften.
Einige Angaben in Masers Buch stellten sich als falsch heraus: Albert Speer habe ein „geheimes Abkommen“ mit dem amerikanischen Hauptanklagevertreter beim Internationalen Militärtribunal Justice, Robert H. Jackson, geschlossen; das bewiesen dessen Unterlagen. Nachforschungen bei Albert Speer und Jacksons Sohn erbrachten keine Dokumentfunde, die Masers Behauptung stützten. Maser wurde von Eugene Davidson nachgewiesen, dass Josef Stalin selbst das Massaker von Katyn befohlen hatte und ihm untergebene Lagerkommandanten seinen Befehl nicht fehldeuteten, als sie die Gefangenen ihrer Lager zur Ermordung überstellten. Maser habe auch Joachim von Ribbentrops Rolle falsch wiedergegeben.
In der Neuausgabe von 2005 bekräftigte Maser die Hauptthesen des Buchs, so auch in einem ausführlichen Interview mit der National-Zeitung. Das Werk fand ab da nur noch im rechtsextremen Spektrum Zustimmung.

#### Präventivkriegsthese
In seinem Buch Der Wortbruch (1994) behandelte Maser die Beziehungen zwischen Deutschland und der Sowjetunion vom August 1939 bis zum deutschen Überfall auf die Sowjetunion am 22. Juni 1941 („Unternehmen Barbarossa“). Er behauptete: Trotz eines erwarteten künftigen Zusammenpralls ihrer Staaten und Ideologien habe Hitler vor und nach dem Überfall auf Polen 1939 Verständigung mit Stalin gesucht. Dieser dagegen habe damals schon einen Krieg gegen Deutschland als Schritt zur Weltherrschaft geplant. Hitler sei Stalin mit dem deutsch-sowjetischen Nichtangriffspakt im August 1939 weit entgegengekommen, doch dessen Außenminister Molotow habe Hitler mit unannehmbaren Forderungen zum Krieg herausgefordert. Der Große Terror (1937–1939) und der Finnlandkrieg (1940) hätten die Rote Armee nicht wesentlich geschwächt. Weil Winston Churchill Hitlers Abrüstungsforderung im Sommer 1940 zurückgewiesen habe, habe dieser den sowjetischen Expansionsdrang fürchten müssen. Stalins geplantem Angriff sei Hitler am 22. Juni 1941 gerade noch rechtzeitig zuvorgekommen. Dessen Angriffsabsicht belegten Aussagen sowjetischer Kriegsgefangener. Erst im Kriegsverlauf habe sich die Rassenideologie entfaltet und mörderisch ausgewirkt.
Rolf-Dieter Müller urteilte darüber 1994: Maser führe ohne Belege und neue Dokumente einen „Amoklauf gegen 40 Jahre Fleißarbeit der Spezialisten“, ignoriere deren Ergebnisse der letzten 30 Jahre, widerspreche vehement der anerkannten Hitlerforschung von Andreas Hillgruber, verschweige neuere Literatur oder werte sie ab. Stattdessen versuche er, seine „abenteuerlichen Thesen“ mit langen, unkommentierten Hitlerzitaten und veralteten Nachschlagewerken der 1950er Jahre zu belegen: „Hitlers einstiger Leutnant versucht, den Diktator zu rächen.“
Masers Buch gilt als typisches Beispiel der geschichtsrevisionistischen Präventivkriegsthese, die bis 1997 durch historische Forschung und internationalen Forschungsaustausch nochmals widerlegt wurde.

#### Verhältnis zur NS-Forschung
Masers Verhältnis zur NS-Forschung war ambivalent. Er arbeitete überwiegend als freier Autor ohne akademische Position; seine späte Professur war umstritten. Er beanspruchte, die NS-Geschichte gegen „Pseudohistoriker und Scharlatane“ unverfälscht darzustellen, wie sie „eigentlich gewesen“ sei (Leopold Ranke). Von Joachim Fest und dessen Schüler Guido Knopp grenzte er sich ab und kritisierte sie wiederholt wegen mangelnder oder falscher Quellenangaben. Mit nur ihm zugänglichen Geheimquellen hatte er zeitweise einen Wissensvorsprung und konnte etwa Eberhard Jäckel die Übernahme gefälschter Quellen nachweisen.
Masers Archivarbeit, Kenntnis der Quellen und Sekundärliteratur, Kontakte zu Zeitzeugen und Experten und Forschungsmethoden erfüllten in seinen Frühwerken geschichtswissenschaftliche Standards, so dass seine Dokumentenfunde mit bis dahin unbekannten Details zur NS-Geschichte als Forschungsanstöße anerkannt wurden. Martin Nissen etwa sah Maser im Aneinanderreihen von Fakten vielen Fachhistorikern weit überlegen.
Jedoch kritisierten viele Fachhistoriker seinen Umgang mit diesen Fakten: So warfen Karl Dietrich Bracher, Robert G. L. Waite und Siegfried Schwarz ihm vor, dass er in seinen Büchern zur NS-Zeit unzusammenhängende Details aus anderen Werken sammle, in verzerrender Weise aneinanderreihe und dabei Wesentliches und Unwesentliches nicht unterscheide.
Masers Veröffentlichungen zur NS-Zeit wurden ähnlich wie die anderer „Außenseiter“ anfangs als „querdenkerische, aber produktive“ Beiträge zur Zeitgeschichte und zu einer populärwissenschaftlichen „Hitler-Welle“ bewertet. Seit 1977 wurde Maser jedoch als Geschichtsrevisionist eingeordnet: besonders wegen seiner Werke Nürnberg: Tribunal der Sieger (1977), Der Wortbruch (1994) und Fälschung, Dichtung und Wahrheit über Hitler und Stalin (2004). Seine Gesamtthesen zu Hitler und dem Nationalsozialismus wurden von der NS-Forschung verworfen.

### Biograf
Maser schrieb außer seiner Hitlerbiografie auch Biografien zu Friedrich Ebert, Paul von Hindenburg, Heinrich George, Hermann Göring und Helmut Kohl. In dessen Regierungszeit als Bundeskanzler (1982–1998) galt Maser als „eine Art Hofhistoriograph der Bonner Republik“. Seine Kohl-Biografie wurde als undistanziertes Gefälligkeitswerk kritisiert, das nur auf Aussagen aus dem Anhängerkreis Kohls selber beruhe. Heiner Geißler wies Masers Darstellung der Kohlkritiker in der CDU in einer sozialdemokratischen Zeitschrift zurück und deutete Kohls letzte Kanzlerjahre als „Selbstdemütigung der Partei“.

### Herausgeber
1966 gab Maser von ihm kommentierte Auszüge aus Hitlers Werk Mein Kampf (1925/1926) heraus. Diese erste deutschsprachige Ausgabe war mit zehn Auflagen bis 2002 die am meisten verbreitete Ausgabe dieses Werks. Ferner gab Maser auch Memoiren hochrangiger Nationalsozialisten und Generäle der NS-Zeit heraus.
Von 2003 bis zu seinem Tod 2007 bemühte sich Maser darum, vom Freistaat Bayern die Urheberrechte für Mein Kampf zu erhalten, um das Werk vollständig unter seiner Regie herauszugeben. Dazu berief Maser sich auf den jüdischen Autor Caesar Caspar Aronsfeld und den ersten deutschen Bundespräsidenten Theodor Heuss, der ihm, Maser, 1959 empfohlen habe, Mein Kampf kommentiert zu veröffentlichen. Er wollte auch überlebende Familienangehörige Hitlers dazu bewegen, die Urheberrechte wieder für sich zu erstreiten.

### Nachlass
Masers Nachlass wurde im Institut für Zeitgeschichte erschlossen und ist dort archiviert.

## Werke
Autor
- Die Organisierung der Führerlegende: Studien zur Frühgeschichte der NSDAP bis 1924. 1954; Neuausgabe: Die Frühgeschichte der NSDAP. Hitlers Weg bis 1924. Bonn 1965.
- Genossen beten nicht – Kirchenkampf des Kommunismus. Verlag Wissenschaft und Politik, Köln 1963.
- Der Sturm auf die Republik. Deutsche Verlags-Anstalt, 1973, ISBN 3-421-01662-3; Neuausgabe: Der Sturm auf die Republik. Frühgeschichte der NSDAP. Ullstein, Frankfurt am Main 1981, ISBN 3-548-34041-5.
- Deutschland, Traum oder Trauma: kein Requiem. Droemer Knaur, 1984, ISBN 3-426-26145-6.
- Zwischen Kaiserreich und NS-Regime: Die erste deutsche Republik 1918 bis 1933. Bouvier, 1992, ISBN 3-412-02354-X.
- Adolf Hitler: Legende – Mythos – Wirklichkeit. (Naumann & Göbel, Köln 1971) Bechtle, 18. Auflage, München/Esslingen 2001, ISBN 3-7628-0521-0.
- Nürnberg. Tribunal der Sieger. (Düsseldorf 1977) Edition Antaios, Schnellroda 2005, ISBN 3-935063-37-7.
- Adolf Hitler. Das Ende der Führerlegende. Moewig, München 1982, ISBN 3-8118-4325-7.
- Am Anfang war der Stein: die Geschichte des Abendlandes, ein Wettlauf um die Bodenschätze. Droemer Knaur, 1984, ISBN 3-426-26127-8.
- Armer Schubert! Fälschungen und Manipulationen. Marginalien zu Franz Schuberts Sinfonie von 1825. Goldoni, Stuttgart 1985.
- Das Regime. Alltag in Deutschland 1933–1945. Dietz, Berlin 1990, ISBN 3-320-01732-2.
- Der Wortbruch. Hitler, Stalin und der Zweite Weltkrieg. Olzog Verlag, München 1994, ISBN 3-7892-8260-X.
- Das Dritte Reich. Bublies, 1997, ISBN 3-926584-43-2.
- Fälschung, Dichtung und Wahrheit über Hitler und Stalin. Olzog Verlag, München 2004, ISBN 3-7892-8134-4.
- Der Wortbruch. Hitler, Stalin und der Zweite Weltkrieg. Pour le Mérite Verlag, Selent 2007, ISBN 978-3-932381-06-5.

Biograf
- Reichspräsident Friedrich Ebert. Sozialdemokrat und Patriot. Eine politische Biographie. (1987) Druffel & Vowinckel, Inning am Ammersee 2007.
- Helmut Kohl. Ullstein, 1990, ISBN 3-550-07401-8.
- Hindenburg. Moewig, 1990, ISBN 3-8118-1118-5.
- Heinrich George: Mensch aus Erde gemacht: die politische Biographie. Quintessenz Verlag, 1998, ISBN 3-86124-351-2.
- Hermann Göring. Hitlers janusköpfiger Paladin – Die politische Biographie. Edition q, Berlin 2000, ISBN 978-3-86124-509-4.

Herausgeber
- Paul Devrient: Mein Schüler Hitler. Ludwig Verlag, 1975, ISBN 3-7787-1022-2
- Heinz Linge: Bis zum Untergang. Als Chef des Persönlichen Dienstes bei Hitler. Herbig, München 1980
- Harald Poelchau: Pfarrer am Schafott der Nazis: der authentische Bericht des Mannes, der über 1000 Opfer des Hitler-Regimes auf ihrem Gang zum Henker begleitete. Pabel-Moewig Verlag, 1982, ISBN 3-8118-3155-0.
- Adolf Hitlers Mein Kampf: Entstehung, Aufbau, Stil, Änderungen, Quellen, Quellenwert, kommentierte Auszüge. Bechtle, 1966; Neuausgabe: Adolf Hitler. Mein Kampf. Geschichte. Auszüge. Kommentare. Bechtle, Esslingen 2001, ISBN 3-7628-0409-5.
- Hitlers Briefe und Notizen. Sein Weltbild in handschriftlichen Dokumenten. (Droste 1988) Leopold Stocker Verlag, Graz 2002, ISBN 3-7020-0950-7.
- Wilhelm Keitel. Mein Leben – Pflichterfüllung bis zum Untergang. Hitlers Generalfeldmarschall und Chef des Oberkommandos der Wehrmacht in Selbstzeugnissen. Quintessenz Verlag, Berlin 1998, ISBN 3-86124-353-9.